# Békatutajfélék
A békatutajfélék (Hydrocharitaceae) a hídőrvirágúak rendjének (Alismatales) egyik családja.
Közös anatómiai tulajdonságaik az alábbiak:
- leveleik állhatnak tőrózsában, egyenletes spirálisan vagy átellenesen, esetleg örvös vagy álörvös levélállásban;
- az anyagforgalom vagy az egész testfelületen át zajlik, vagy az edényrendszer jelentős mértékben egyszerűsödött: belőle nem maradt más csak egy központi szállítóköteg; egyes fajok epidermiszén kiválasztósejteket sikerült kimutatni;
- virágaik a víz színe alatt vagy felett egyaránt fejlődhetnek forgószerű virágzatba tömörülnek, és jelentős módosuláson esnek át az egye csoportokban; a virágzatot 2 cső alakú, burokká összenőtt hártyás fellevél borítja be; a virágzat 1 nőivarú virágból, és számos porzós virágból tevődik össze; a  virágtakaró általában 3 csészéből és 3 sziromból áll;
- a virágok általában egyivarúak, vannak kétlaki hínárnövények is a családban;
- a porzós virágok 1-5 porzót tartalmaznak, a pollenszemek négyesével tetrádokba tömörülnek, a víz vagy a rovarok segítségével jutnak el a termőhöz; egyeseknél sztaminódiumok is kialakulnak;
- a termős virágokban 2-15 termőlevél szokott kialakulni, a magház alsóállású, benne számos magkezdeménnyel, a kialakuló magvak endospermiumot nem tartalmaznak.

Kivétel nélkül vízi (édes- és sósvízi) környezetben élő növények (vízinövények). Magyarországon 3 őshonos és 2 behurcolt nemzetségükkel összesen 7 békatutaj-faj él. Az alföldi hínárvegetáció gyakori lakói az őshonos békatutaj (Hydrocharis morsus-ranae) és a kolokán (Stratiotes aloides). Észak-Amerikából behurcolt faj a kanadai átokhínár (Elodea canadensis), az akváriumokban termesztett aprólevelű átokhínár (E. nuttallii), közönséges csavarhínár (Vallisneria spiralis) és a sűrűlevelű átokhínár (Egeria densa) elvadulva gyorsan terjednek. Őshonosak a hazai tüskéshínár fajok: nagy tüskéshínár (Najas marina) és a kis tüskéshínár (Najas minor).